# Terapia de juego de Melanie Klein
La Terapia de juego de Melanie Klein fue desarrollada a finales del siglo XX, la terapia de juego, o también llamada terapia recreativa, incluye una gran diversidad de métodos de tratamientos, todos ellos ofreciendo una serie de beneficios terapéuticos que el juego por sí mismo ya ofrece. Esta difiere del juego normal en el hecho que el terapeuta aquí ayuda al niño a tratar de resolver sus propios problemas. La terapia de juego se apoya en la forma natural en la que los niños aprenden de ellos mismos y sobre sus relaciones con el mundo que los rodea. A través de esta terapia, los niños logran aprendizajes importantes para su desarrollo como comunicarse con los demás, expresar sentimientos, modificar su comportamiento, desarrollar habilidades para resolver problemas y una variedad de formas para desarrollarse con otros. El juego ofrece una distancia psicológica segura de sus problemas y les permite expresar pensamientos y sentimientos apropiados para su desarrollo.

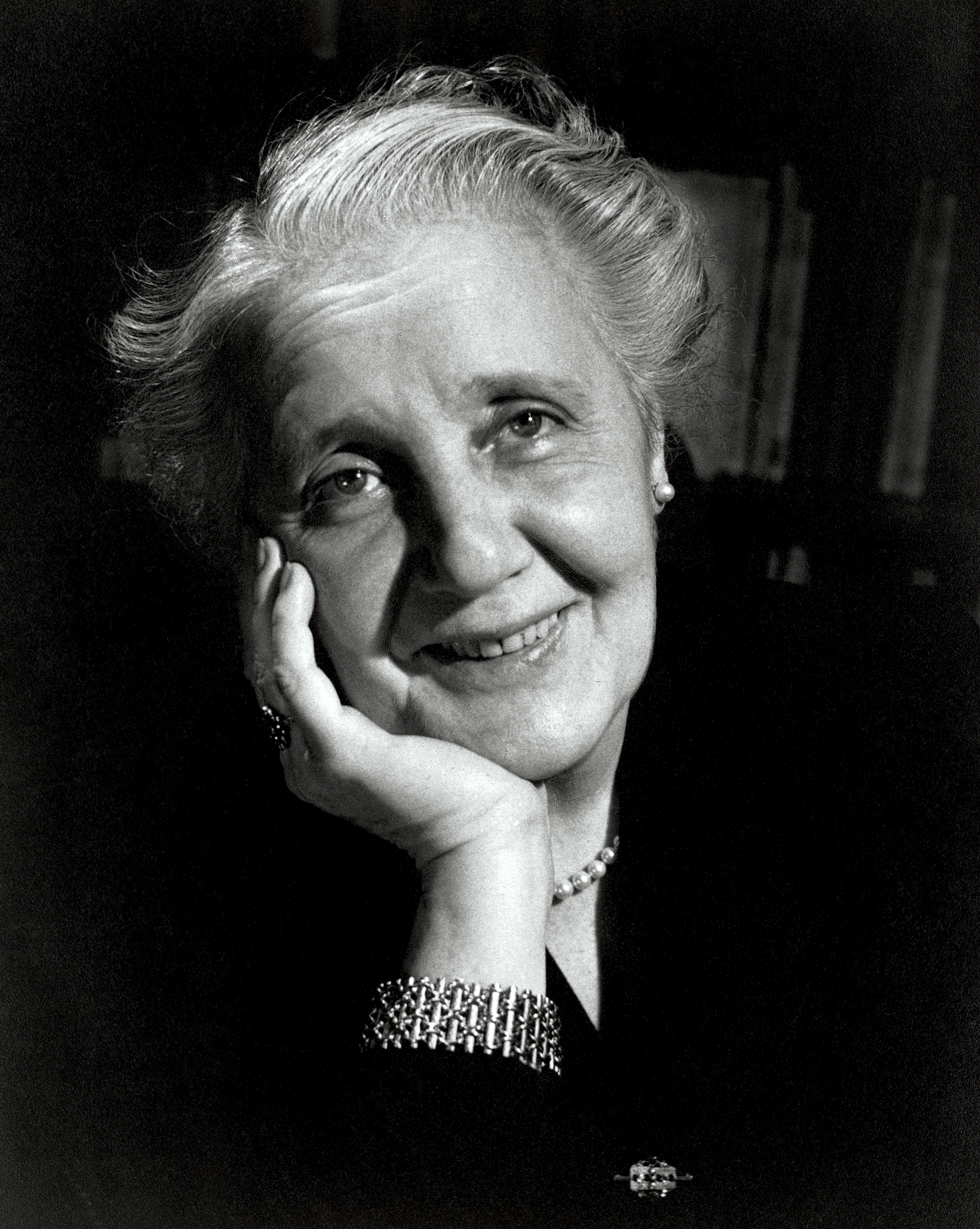
La psicoanalista Melanie Klein, pionera en la terapia de juego y terapia infantil

Melanie Klein menciona las principales funciones del juego como: el juego como lenguaje debido a que los niños expresan sus pensamientos y fantasías por medio de esto; otra función es que el juego permite la expresión de fantasías, ansiedades y deseos, ya que existe una descarga de fantasía de masturbación operando en la manera de un continuo impulso a jugar.

## Origen
Debido a la importancia de la infancia en el psicoanálisis, el desarrollo emocional de los niños fue algo fundamental para Freud. El caso del “Pequeño Hans” de Sigmund Freud es el ejemplo más famoso de los primeros trabajos con niños. Sin embargo, no es hasta después de la Primera Guerra Mundial es que los primeros niños comienzan a recibir un verdadero tratamiento psicoanalítico específico para ellos.
La realización de esta terapia se volvió un verdadero desafío debido a que no se podía pretender que los niños se desenvolvieran de igual manera que un adulto en el ambiente psicoanalítico con los populares métodos del diván y la asociación libre. Los predecesores de Freud como su misma hija, Anna Freud llegan a la conclusión de que no es posible atender de manera directa a niños menores de 7 años debido a que antes de esa edad, no podían cooperar con las técnicas para adultos
A partir del planteamiento de la posibilidad de realizar psicoanálisis con niños, Anna Freud y Melanie Klein, en sus respectivas localidades, comienzan a crear una técnica especial para analizar a los pequeños, cada una utilizando su experiencia profesional, las teorías que manejaban y su manera de comprender la vida mental y el inconsciente.
No es hasta 1918 que aparece la terapia de juego de Melanie Klein que surge para superar los desafíos anteriormente mencionados. Klein tenía la intención de que los niños podían expresarse a través de los juguetes y el juego. Ella aspiraba analizar a los niños de la misma manera en la que se proponía analizar a los adultos: Prestando atención al juego encontrando las señales y comportamientos de transferencias y las fantasías inconscientes que se expresaran durante el juego.

### Caso Fritz
El primer paciente fue el niño llamado “Fritz” de 5 años. La analista prefirió tratar primero con la madre sugiriéndole mejorar la comunicación con el niño, que, si bien mejoró la situación, no curó sus dificultades neuróticas, lo que llevó a Klein a decidir psicoanalizarlo, focalizándose en sus ansiedades y defensas contra ellas. Las ansiedades eran muy agudas, y a pesar de que fortalecía su creencia de ir por el camino correcto al observar una y otra vez la atenuación de la ansiedad producida por mis interpretaciones, a veces perturbada por la intensidad de nuevas ansiedades manifestadas. Estas continuaron hasta llegar a un nivel bastante elevado que llegó a un declive al comprender las razones de esto disminuyendo considerablemente. Al niño le aplicaron el tratamiento en su casa y con sus propios juguetes. Este fue el inicio de la terapia de juego, porque desde el principio el niño expreso sus fantasías y ansiedades principalmente jugando, y aclararle su significado y material adicional a su juego. Este enfoque toma el principio fundamental del psicoanálisis al mismo tiempo, siendo la libre asociación. Al interpretar no solo las palabras del niño sino también en sus actividades en los juegos, aplicando este principio básico a la mente del niño, cuyo juego y acciones o conducta son medios que el adulto también llega a manifestar. Por último, se tomaron en cuenta dos principios fundamentales de los psicoanálisis establecidos por Freud: la exploración del inconsciente en la tarea principal, y el análisis de la transferencia es el medio de lograr este fin.

## La terapia de Melanie Klein
En lugar de pretender que el niño se recostara en el diván y comenzara la asociación verbal libre, el analista tendría un simple salón de juegos con una caja o cajón propio del niño, que incluye papel, lápices de colores, hulo, una pelota, tazas pequeñas, un fregadero con canillas y pequeños muñequitos que el niño pudiera manejar con facilidad sin que sean demasiado representativos, para que la imaginación del niño pueda manifestarse al máximo. De esta manera, el niño podrá encontrarse libre de utilizar como desee los materiales, el salón e incluso al mismo analista, quien podría representar diversos roles de ser solicitado por el niño, pudiendo ser estos, ser un niño mal portado mientras el paciente se convierte en un maestro estricto.
Es así como el juego llega a convertirse en un medio de expresión en el niño volviéndose más susceptible a ser analizado, se deduce su valor como medio de expresión diagnóstica y Klein refiere también al valor pronóstico del juego. Comprendiendo de esta manera el juego del niño, a una manera de calcular su capacidad de sublimación en los años venideros y podemos decir también cuándo el análisis lo ha resguardado suficientemente contra las futuras inhibiciones en su capacidad de aprender y trabajar.
Este método sigue utilizándose en la práctica actual, siendo un enfoque de análisis al niño en un entorno básico y con las especificaciones que Klein describe.

## Análisis del juego
Klein afirmaba que, los niños al igual que los adultos formaban la neurosis de transferencia con sus analistas y podían distinguirse con una mayor facilidad las raíces de sus conflictos internos a través del juego. Esta era la razón por la que Klein veía el juego como un equivalente a la asociación libre en el análisis con adultos. También afirmaba que el juego expresaba junto con otros elementos de la conducta de los niños, como un medio para expresar lo que se manifiestan los adultos con palabras. Por consiguiente, los analistas infantiles requerían que se hiciera la interpretación de la fantasía, sentimientos, ansiedades y expresiones por medio del juego.
Por ello, consideraba que la interpretación era algo fundamental para establecer un marco analítico y como el medio principal para lograr ayudar a los niños a comprender el propósito del psicoanálisis y para liberar su imaginación. Para Klein, esta interpretación facilita de gran modo el contacto con el inconsciente del niño analizando y el avance del análisis al eliminar la represión del material intrapsíquico.
Para 1955, afirmaba que los niños tienen la capacidad cognitiva para comprender y hacer uso de las interpretaciones que el analista hace, de una manera clara y empleando el lenguaje de los niños. La interpretación del juego permite hacer un análisis de la transferencia y seguir el rastro de los conflictos de sus orígenes en las historias creadas por los niños.

## Primeras aplicaciones
En el año de 1923 aparece la primera aplicación de la técnica de Klein donde analizo a una niña de 7 años que se mostraba silenciosa y retraída en cada sesión; La analista trae consigo una caja con juguetes de sus propios hijos, los cuales generaron un rápido interés de la niña, quien rápido comenzó a jugar con ellos, permitiéndole a Klein entender y explicarle lo que su juego expresaba. El método de la analista mientras la niña jugaba era generar un método estricto que consistía en observar y, de ser necesario, intervenir en el juego, ofreciendo interpretaciones exclusivamente en aspectos inconscientes y absteniéndose de realizar intervenciones que tuviera una intención pedagógica detrás. Al hacer su trabajo interpretativo, la analista utiliza el lenguaje usual de los niños, un lenguaje simple y sencillo de comprender, para hablarles de manera explícita, honesta y directa, acerca de temas considerados fuertes para esa sociedad como lo es la sexualidad, el cuerpo, las relaciones amorosas y la agresión.
Este fue el primer caso en el que oficialmente Melanie Klein realizó la práctica de terapia de juego que originó la misma analista en una niña de 7 años combinando los fundamentos del psicoanálisis de Freud y sus descubrimientos de su experiencia en el trato con niños.